# 安德烈·勒洪
安德烈·勒洪（1930年12月6日—2018年4月8日）是一名法國前足球運動員，司職清道夫，他亦可踢中堅或左後衛，偶爾也踢左後衛。勒洪是1950年代法國國家隊的成員。根據2007年《法國足球》的報導，勒朗“中等身材，但速度極快，技術出色，沉著冷靜，而且總是在正確的位置。他是一位非常有天賦的足球運動員。”
勒洪4次擔任法國國家隊隊長。他於2018年4月8日去世，享年87歲。

## 榮譽
- 法國足球先生: 1962
- 世界盃 (季軍): 1958

## 外部鏈接
- André LEROND （页面存档备份，存于）
- 法国足球协会上的 安德烈·勒洪 （法文） 存档于webarchive.org.
- Profile on French federation official site